# Kirche Niedergräfenhain

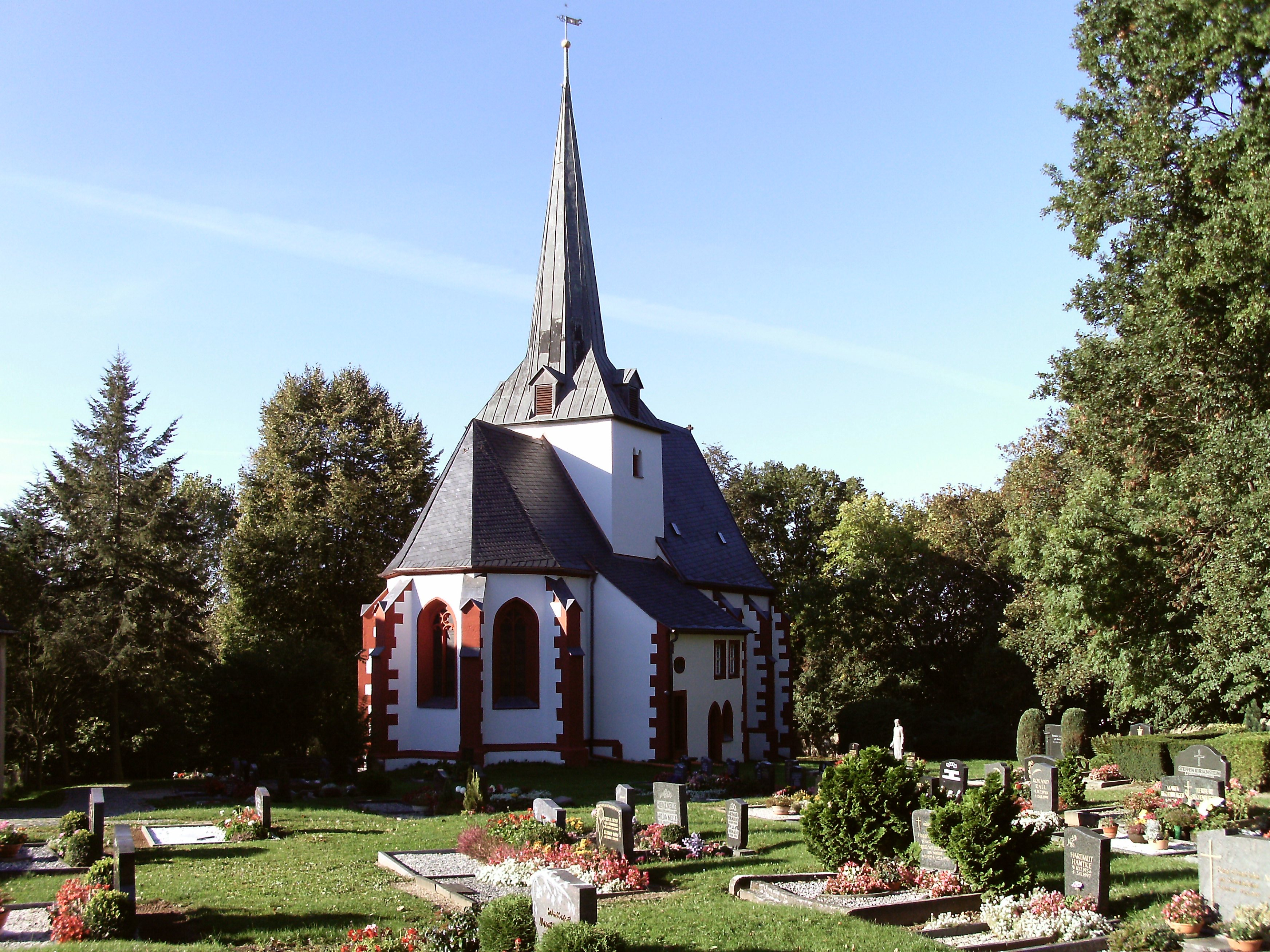
Kirche Niedergräfenhain

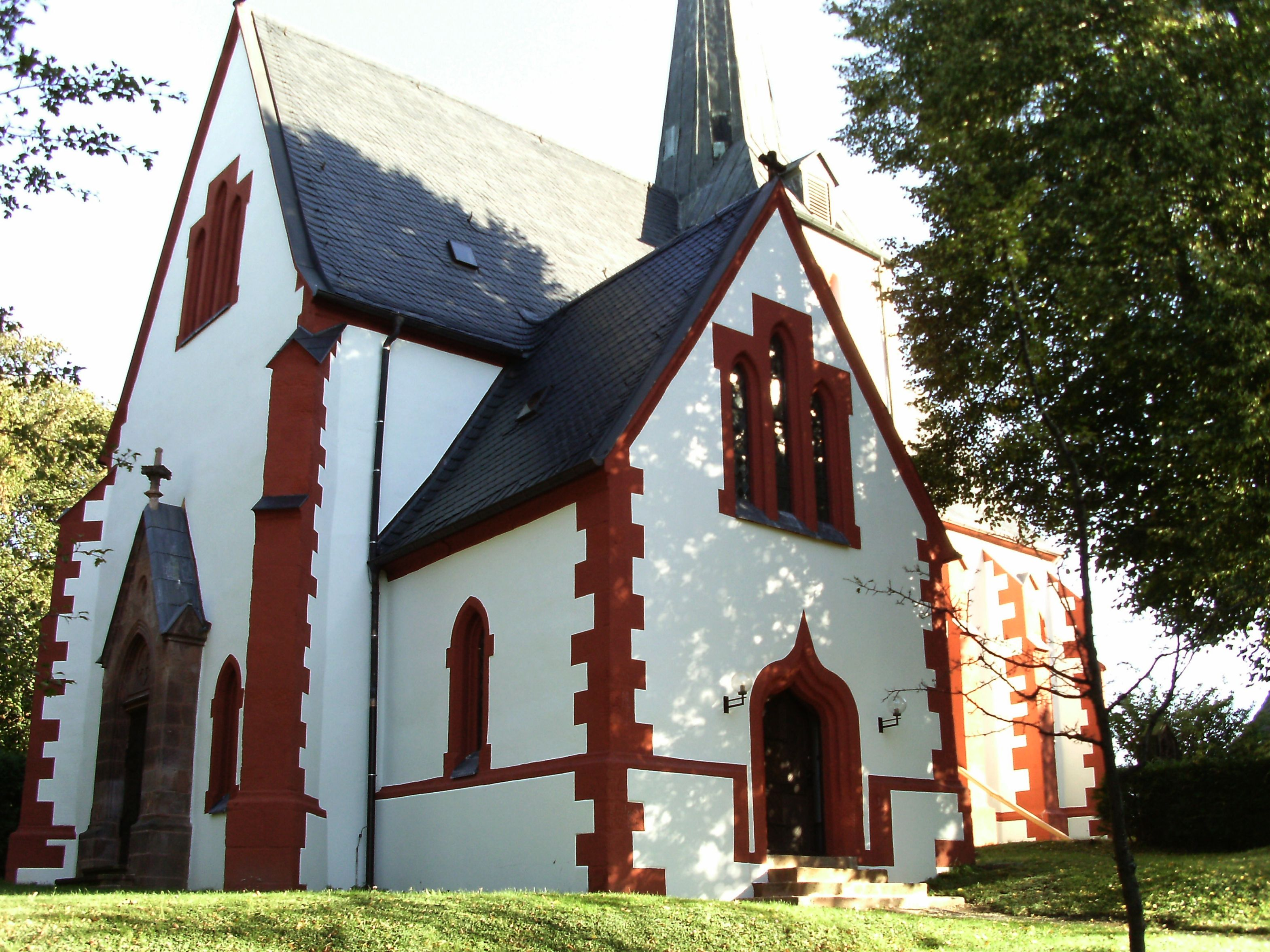
Südwestansicht

Die evangelische Kirche Niedergräfenhain ist eine gotische Saalkirche mit romanischem Chorturm im Ortsteil Niedergräfenhain von Geithain im Landkreis Leipzig in Sachsen. Sie gehört zum Kirchspiel Geithainer Land im Kirchenbezirk Leipziger Land der Evangelisch-Lutherischen Landeskirche Sachsens.

## Geschichte und Architektur
Die Kirche ist ein einschiffiges Bauwerk von besonderer Fernwirkung mit romanischem Chorturm. Zu Beginn des 16. Jahrhunderts wurden das Schiff verändert und ein gotischer Chor angebaut. Das Bauwerk ist ein Putzbau mit hohem Satteldach, der Chorturm ist mit Spitzhelm akzentuiert; der gotische Choranbau ist mit dreiseitigem Schluss, niedrigen Strebepfeilern und Maßwerkfenstern gestaltet. Der Westgiebel trägt ein romanisches Kreuzrelief; an der Südseite ist ein quadratischer Vorbau vom Beginn des 16. Jahrhunderts angefügt.
Durch den spätmittelalterlichen Umbau zeigt das Innere eine beachtliche Raumwirkung. An das Schiff mit Rautengewölbe ist durch den Triumphbogen das romanische Chorjoch angeschlossen; das Sterngewölbe wurde später eingefügt. Das gotische Chorjoch schließt ebenfalls mit einem Rautengewölbe, der Chorschluss mit einem Sterngewölbe. Nach Schwammbefall der Kirche im Jahr 2001 musste die Kirche für längere Zeit geschlossen und saniert werden.

## Ausstattung
Der spätgotische Schnitzaltar von beachtlicher Qualität wurde um 1510/20 geschaffen; Predella und Gesprenge gingen später verloren. Im Mittelschrein sind die Heiligen Maria Magdalena, Maria und Valentin unter kunstvollem Laubwerk zu sehen, in den Flügeln die Heiligen Katharina, Dorothea, Paulus, Sebastian, Barbara und Nikolaus sowie Petrus, Elisabeth, Laurentius und drei weitere Heilige. Auf den Außenseiten ist die Verkündigung dargestellt. Dieser Altar wurde 1902 an die Nikolaikirche in Leipzig verkauft und ist heute dort aufgestellt.
Die gefasste Taufe ist aus Sandstein in Kelchform gestaltet; sie zeigt Engelsköpfchen an der Kuppa und stammt aus dem 17. Jahrhundert. Eine spätgotische Sakramentsnische mit krabbenbesetztem Spitzbogen, Fialen und Engelsköpfen stammt aus der zweiten Hälfte des 15. Jahrhunderts. Die Orgel ist ein Werk von Urban Kreutzbach aus dem Jahr 1891 mit zehn Registern auf zwei Manualen und Pedal, das 1966 von Reinhard Schmeisser überarbeitet wurde.